# Su Dajin
Su Dajin (en chino: 蘇達金; 20 de abril de 1986) es un deportista chino que compitió en halterofilia. Ganó dos medallas en el Campeonato Mundial de Halterofilia, plata en 2011 y bronce en 2009.

## Palmarés internacional
| Campeonato Mundial | Campeonato Mundial     | Campeonato Mundial | Campeonato Mundial |
| Año                | Lugar                  | Medalla            | Categoría          |
| ------------------ | ---------------------- | ------------------ | ------------------ |
| 2009               | Goyang (Corea del Sur) | Medalla de bronce  | 77 kg              |
| 2011               | París (Francia)        | Medalla de plata   | 77 kg              |